# Clavellistes shoyoae
Clavellistes shoyoae is een eenoogkreeftjessoort uit de familie van de Lernaeopodidae. De wetenschappelijke naam van de soort is voor het eerst geldig gepubliceerd in 1963 door Sueo M. Shiino.